# Gangga Negara
Il Gangga Negara (in sanscrito: Una città sul Gange) era un regno (probabilmente una città-stato) della penisola malese la cui esatta posizione ed estensione è ancora oggetto di studio.
Situato nell'attuale stato federato di Perak, alcune ipotesi sostengono che il regno si trovasse nella zona dell'odierna città di Beruas, secondo altre il regno si sarebbe esteso tra gli attuali distretti di Kinta, Kuala Kangsar e Manjung.
Secondo la tradizione il regno era un centro commerciale raggiunto dai mercanti arabi e cinesi, i principali prodotti esportati erano lo stagno e l'oro.
Il regno venne conquistato e sottomesso nell'XI secolo dalla dinastia Chola.

## Evidenze archeologiche, letterarie e storiografiche
Il Gangga Negara è citato in documenti cinesi e in alcune iscrizioni su pietra rinvenute nell'area di Perak che ne attestano l'esistenza nel II secolo d.C. circa.
Il nome è citato in due opere letterarie tradizionali: gli Annali malesi (Sulalatus Salatin) e gli Annali di Kedah (Hikayat Merong Mahawangsa).

Nel primo capitolo degli Annali malesi viene brevemente descritta la conquista militare del Gangga Negara ad opera del sovrano Raja Suran (Rajendra Chola I) che prima assediò ed uccise l'ultimo re Raja Ganggi Shah Juana, poi ne sposò la sorella per unire le dinastie e affermare il suo possesso del regno. 
Nell'opera viene menzionata anche la capitale del regno, descritta come una città posta sopra un'alta collina, e una fortezza militare costruita sulle rive del fiume Dinding.
Alcuni reperti archeologici ritenuti appartenenti al Gangga Negara sono esposti al museo di Beruas.